# ТОР «Боровичи»
Территория опережающего социально-экономического развития «Боровичи» — территория Боровичского городского поселения в Новгородской области России, на которой действует особый правовой режим предпринимательской деятельности. Образована в 2019 году. Ожидаемый объем инвестиций составляет 3,2 млрд рублей.

## Развитие территории
В 2014 году Боровичское городское поселение было включено в перечень монопрофильных муниципальных образований (моногородов), что впоследствии дало Боровичам право на оформление статуса территории опережающего социально-экономического развития. ТОР «Боровичи» была создана в соответствии с Постановлением Правительства РФ от 12 апреля 2019 года № 431 с целью привлечения инвестиций, не связанных с деятельностью градообразующего предприятия — ОАО «Боровичский комбинат огнеупоров». Особый режим был установлен для 14 видов экономической деятельности, в том числе рыбоводства, производства безалкогольных напитков, минеральной продукции, автомобилей и прицепов. Ожидаемый объем инвестиций составляет 3,2 млрд рублей, при этом планируется создать более 1 тыс. новых рабочих мест,.

## Условия для резидентов
Требования к потенциальным резидентам ТОР «Боровичи» предусматривают, что компании-соискатели должны быть вести деятельность исключительно на территории города, предоставить минимальный объем инвестиций в 2,5 млн рублей, создать не менее 10 рабочих мест в течение первого года, ограничить привлечение иностранной рабочей силы до 25 % максимум, не находиться в процессе ликвидации, банкротства или реорганизации и соответствовать профильным видам деятельности ТОР. Для резидентов предусмотрен льготный налоговый режим: налог на прибыль в федеральный бюджет и отчисления в региональный бюджет составляет 5 % в течение первых пяти лет, затем от 10 %. Обнуляются налоги на землю и имущество в первые пять лет, страховые взносы снижаются до 7,6 % (на весь период, если статус резидента получен в первые три года),.

## Резиденты
В реестре резидентов ТОР «Боровичи» числятся ООО «Боровичская картонно-бумажная фабрика», ООО «Железобетонные изделия-1», ООО «Боровичский завод мебельных каркасов», ООО «РадиоЧипМонтаж», ООО «ВИЛИНА».
В 2022 году ООО «Боровичская картонно-бумажная фабрика» завершает первый инвестиционный проект в рамках ТОР «Боровичи». Объем инвестиций составил 800 млн рублей.
ООО «Железобетонные изделия-1» налаживает производство сухих строительных смесей. Объём инвестиций по проекту оценивается в 565 млн рублей. ООО «ВИЛИНА» реализует проект по производству товаров для дома, объем инвестиций составляет почти 500 млн рублей.
ООО «Боровичский завод мебельных каркасов» реализует проект по производству металлических мебельных каркасов. Компания «РадиоЧипМонтаж» запускает производство электронного измерительного оборудования и его комплектующих.